# Hauptverwaltung der Gutehoffnungshütte

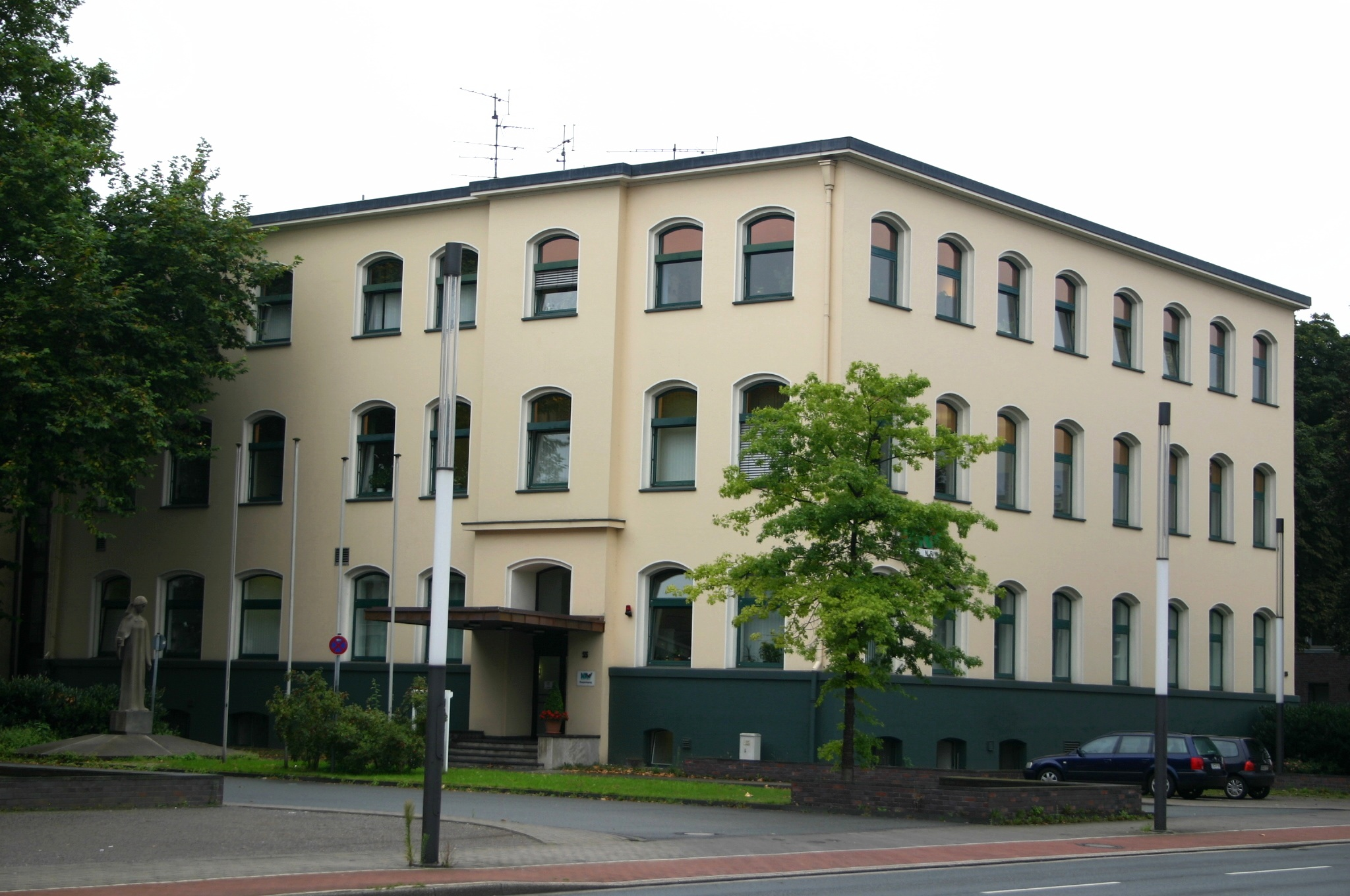
Ehemalige Hauptverwaltung der GHH – heute Sitz von Radio NRW

Die ehemalige Hauptverwaltung der Gutehoffnungshütte (GHH) an der Essener Straße in Oberhausen ist heute der Sitz von Radio NRW.
Nach ihrer Umwandlung in eine Aktiengesellschaft im Jahr 1873 verlegte die GHH ihre Konzernzentrale sukzessive von Sterkrade an die Essener Straße im damaligen Norden der Stadt Oberhausen, wo sich auch die wichtigsten Betriebseinheiten (Hochöfen und Walzwerke) konzentrierten. 1875 wurde das „Centralbureau“ der Gutehoffnungshütte, Aktienverein für Bergbau und Hüttenbetrieb, im historisierenden Stil erbaut. Als „Visitenkarte der Konzernzentrale“ gilt eine Treppe im Stil der toskanischen Hochrenaissance in der weitläufigen Halle des Gebäudes.

Im Zuge der Expansion des Konzerns in den folgenden Jahrzehnten stieg der Raumbedarf der Verwaltung. 1905/06 entstand als Hauptverwaltung II in unmittelbarer Nachbarschaft das Gebäude für die Bergwerksverwaltung der GHH. 

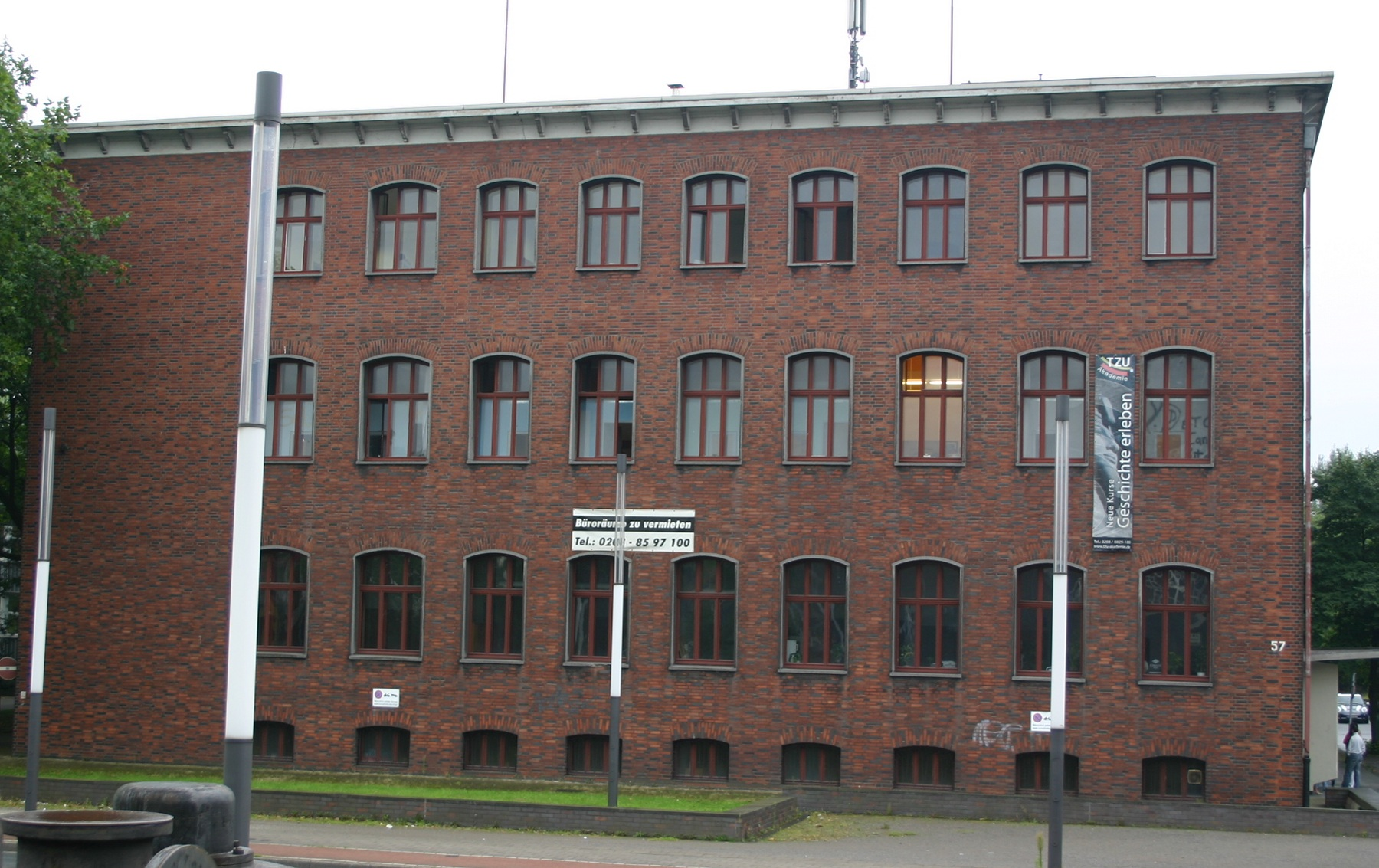
Ehemalige Bergwerksverwaltung der GHH

Im Zusammenhang mit dem von Peter Behrens entworfenen Hauptlagerhaus kam es 1921/25 zum Bau der Hauptverwaltung III auf der gegenüberliegenden Straßenseite.
Nach der 1945 eingeleiteten Entflechtung des Konzerns verlegte die Rumpf-GHH ihre Verwaltung wieder zurück nach Sterkrade. Die Gebäude an der Essener Straße wurden zunächst von den Hüttenwerken Oberhausen (HOAG) und später vom Thyssen-Konzern übernommen. Bald nach dem endgültigen Rückzug der Stahlindustrie aus Oberhausen wurde das Verwaltungsgebäude einer anderen Nutzung zugeführt: es ist seit einigen Jahren der Sitz von Radio NRW.
Der Regionalverband Ruhr hat die ehemalige GHH-Verwaltung in die Route der Industriekultur aufgenommen.